# Huang Ying
Huang Ying (黃穎S, Huáng YǐngP; 14 febbraio 1957) è un ex pallanuotista cinese, che ha partecipato alle Olimpiadi estive di Los Angeles 1984.
Successivamente ha allenato la squadra canadese alle Universiadi estive del 2001.